# Emmanuel Miller
Emmanuel Miller, vollständig Bénigne Emmanuel Clément (* 19. April 1812 in Paris; † 9. Januar 1886 in Nizza) war ein französischer Gräzist, Byzantinist und Paläograph.
Miller war ein Schüler von Karl Benedikt Hase an der École des langues orientales, vor allem in der Paläographie. Von 1833 an war er im Cabinet des manuscrits der Bibliothèque Royale in der Abteilung für griechische Handschriften angestellt, von 1850 an  war er Bibliothekar der Chambre des Députés. Von 1876 bis 1886 hatte er den Lehrstuhl von Hase für Neugriechisch an der École des langues orientales inne. Ihm selbst folgten Émile Legrand und dann Ioannis Psycharis nach. Am 29. Mai 1860 wurde er in die Académie des Inscriptions et Belles-Lettres aufgenommen. 1885 wurde er zum korrespondierenden Mitglied der Russischen Akademie der Wissenschaften in Sankt Petersburg gewählt. Ab 1866/67 war er Ehrenmitglied der Griechischen philologischen Gesellschaft in Konstantinopel und 1882 wurde er als assoziiertes Mitglied in die Königliche Akademie von Belgien aufgenommen.
Miller arbeitete vor allem auf dem Gebiet der Kodikologie und der Paläographie. Zu diesem Zweck unternahm er vielfältige Reisen nach Griechenland, zum Berg Athos und seinem Kloster Vatopedi, zum Escorial nach Spanien und nach Russland. Im Juni 1864 macht Miller auf der Insel Thasos im Bereich der antiken Stadt bei Ausgrabungen bedeutende Funde an Denkmälern und Inschriften. Er brachte sie ebenso wie die antike Skulpturengruppe Las Incantadas aus Thessaloniki in den Louvre. Er profitierte auch von den Funden, die Minoides Mynas auf seinen Reisen machte. Dazu gehörte eine Handschrift, die erst Miller als das erste der drei noch fehlenden Bücher der frühchristlichen Schrift Philosophumena erkannte, welche er dem Origenes zuwies, wenn auch zu Unrecht, wie sich später herausstellte. Weitere Texteditionen widmete er den byzantinischen Dichtern Manuel Philes, Theodoros Prodromos und Leontios Machairas (die letzte in Zusammenarbeit mit dem griechischen Gelehrten Konstantin Sathas, die vorletzte zusammen mit Émile Legrand) und er war zusammen mit seinem Lehrer Hase an der Edition des Recueil des historiens des croisades beteiligt. Darüber hinaus beschäftigte er sich ausführlich mit der Datierung von Handschriften des Neuen Testaments. Unveröffentlicht blieb ein Supplement zum Thesaurus Graecae Linguae, das er aus der Lektüre griechischer Texte erstellt hatte. Mit Joseph Adolphe Aubenas begründete er 1840 die Revue de bibliographie analytique, eine Rezensionszeitschrift. Dem Nationalismus seiner Zeit entsprechend warf er dem Verlagshaus Firmin-Didot eine antifranzösische Haltung vor, als der deutsche Altphilologe Karl Müller nach dem Tod von Johann Friedrich Dübner dessen Aufgaben im Verlag wahrnahm.

## Schriften (Auswahl)
Texteditionen
- Éloge de la Chevelure, Discours inédit d’un Auteur Grec Anonyme en Réfutation du Discours de Synésius, intitulé Éloge de la Calvitié, publié d’après un manuscrit grec de la Bibliothèque Royale. Paris 1840, online.
- Origenis Philosophumena sive omnium haeresium refutatio. E codice Parisino nunc primum edidit Emmanuel Miller. Oxford 1851.
- Manuelis Philae Carmina. Ex codicibus Escurialensibus, Florentinis, Parisinis et Vaticanis nunc primum edidit E. Miller. Paris 1855–1857.
- Recueil des historiens des croisades, I: Scriptores graeci bellorum a Francis Dei signa sequentibus in Syria susceptorum. Publiés par Carl Benedict Hase, Charles Alexandre, Emmanuel Clément Miller. Paris 1875.
- mit Émile Legrand: Trois poèmes vulgaires de Théodore Prodrome. Publiés pour la première fois, avec une traduction française par E. Miller et É. Legrand. Paris 1875.
- Λεοντίου Μαχαίρα Χρονικόν Κύπρου – Chronique de Chypre. Texte grec par E. Miller et C. Sathas. Ernest Leroux, Éditeur, Paris 1882 (Publications de l’École Nationale des Langues Orientales Vivantes, IIe série, Volme 2), (online).

Monographien
- Catalogue des manuscrits grecs de la bibliothèque de l’Escurial. Paris 1848, online.
- Mélanges de Littérature Grecque contenant un grand nombre de textes inédits. Paris 1867, online.
- Ambassades de Michel Psellus auprès de l’usurpateur Isaac Comnène. F. Didot frerès, fils et cie,  Paris 1867.
- Un poète de la cour des Comnènes. Didot, Paris 1874. – (über Theodoros Prodromos)
- Bibliothèque royale de Madrid. Catalogue des manuscrits grecs (supplément au catalogue d’Iriarte). Impr. nationale, Paris 1884.
- Le Mont Athos, Vatopédi, l’ile de Thasos. Avec une notice sur la vie et les travaux de M. Emm. Miller par le M.is de Queux de Saint–Hilaire. Leroux, Paris 1889. – (postum herausgegeben)

Bibliographisches Periodikum
- (Hrsg., mit Joseph Adolphe Aubenas): Revue de bibliographie analytique 1, 1840 – 5, 1844 (Kurzpräsentation Bibliothèque de l’école des chartes 1.1, 1840, p. 406 online; 1, 1840 online; 2, 1841 online; 3, 1842 online; 4, 1843; 5, 1844 online).